# Bezugsgröße
Bezugsgröße im Sinne der Vorschriften der Sozialversicherung ist das Durchschnittsentgelt der gesetzlichen Rentenversicherung im vorvergangenen Kalenderjahr, aufgerundet auf den nächsthöheren, durch 420 teilbaren Betrag. Die Anbindung an eine Bezugsgröße erspart die jährliche Anpassung von Rechengrößen in anderen Vorschriften der Sozialversicherung (§ 18 SGB IV).

## Bestimmung und Berechnung
Die Bezugsgröße wird für jedes Kalenderjahr durch das Bundesministerium für Arbeit und Soziales erarbeitet und im Voraus durch Gesetz oder Rechtsverordnung mit Zustimmung des Bundesrates bestimmt (§ 17 Abs. 2 SGB IV). Bezugsgröße ist das Durchschnittsentgelt der gesetzlichen Rentenversicherung im vorvergangenen Kalenderjahr, Anlage 1 zum Sechsten Buch Sozialgesetzbuch, aufgerundet auf den nächsthöheren durch 420 teilbaren Betrag.
Für das Beitrittsgebiet galt bis 2024 eine niedrigere Bezugsgröße. Sie wurde dadurch ermittelt, dass die Bezugsgröße (West) durch einen bestimmten Umrechnungswert (Anlage 10 SGB VI) geteilt und das Ergebnis auf den nächsthöheren durch 420 teilbaren Betrag aufgerundet wurde. Seit 2025 gilt eine einheitliche Bezugsgröße für alle Bundesländer. Sie beträgt für das Jahr 2025 einheitlich 3.745 Euro/Monat.

## Sinn und Anwendung
Sinn der Bezugsgröße ist, der allgemeinen Einkommensentwicklung Rechnung tragen zu können, ohne dazu jedes einschlägige Gesetz gesondert ändern zu müssen. Für bestimmte von der Bezugsgröße abhängige Größen ist auch im Beitrittsgebiet die Bezugsgröße West maßgebend, so beispielsweise für die Ermittlung des Krankenkassenmindestbeitrages für Selbständige.

## Aufrundung der Bezugsgröße
Das Aufrunden auf einen durch 420 teilbaren Betrag hat zur Folge, dass die Teilung der Bezugsgröße durch 7 (Tage pro Woche), durch 5 (Arbeitstage pro Woche), durch 30 (Tage pro Monat) oder durch 12 (Monate pro Jahr) immer einen vollen Eurobetrag ergibt (§ 223 Absatz 3 SGB V), denn 420 ist mathematisch das kleinste gemeinsame Vielfache der Zahlen 7, 5, 30 und 12. Ökonomisch gesehen ist die Bezugsgröße eine Flussgröße, ihre Einheit ist zu Euro und Jahr kompatibel.

## Werte
| Jahr | Alte Bundesländer | Alte Bundesländer | Neue Bundesländer + Ost-Berlin | Neue Bundesländer + Ost-Berlin | Ost zu West |
| Jahr | monatlich         | jährlich          | monatlich                      | jährlich                       | Ost zu West |
| ---- | ----------------- | ----------------- | ------------------------------ | ------------------------------ | ----------- |
| 2025 | 3.745 €           | 44.940 €          | —                              | —                              | 100,0 %     |
| 2024 | 3.535 €           | 42.420 €          | 3.465 €                        | 41.580 €                       | 98,0 %      |
| 2023 | 3.395 €           | 40.740 €          | 3.290 €                        | 39.480 €                       | 96,9 %      |
| 2022 | 3.290 €           | 39.480 €          | 3.150 €                        | 37.800 €                       | 95,7 %      |
| 2021 | 3.290 €           | 39.480 €          | 3.115 €                        | 37.380 €                       | 94,7 %      |
| 2020 | 3.185 €           | 38.220 €          | 3.010 €                        | 36.120 €                       | 94,5 %      |
| 2019 | 3.115 €           | 37.380 €          | 2.870 €                        | 34.440 €                       | 92,1 %      |
| 2018 | 3.045 €           | 36.540 €          | 2.695 €                        | 32.340 €                       | 88,5 %      |
| 2017 | 2.975 €           | 35.700 €          | 2.660 €                        | 31.920 €                       | 89,4 %      |
| 2016 | 2.905 €           | 34.860 €          | 2.520 €                        | 30.240 €                       | 86,7 %      |
| 2015 | 2.835 €           | 34.020 €          | 2.415 €                        | 28.980 €                       | 85,2 %      |
| 2014 | 2.765 €           | 33.180 €          | 2.345 €                        | 28.140 €                       | 84,8 %      |
| 2013 | 2.695 €           | 32.340 €          | 2.275 €                        | 27.300 €                       | 84,4 %      |
| 2012 | 2.625 €           | 31.500 €          | 2.240 €                        | 26.880 €                       | 85,3 %      |
| 2011 | 2.555 €           | 30.660 €          | 2.240 €                        | 26.880 €                       | 87,7 %      |
| 2010 | 2.555 €           | 30.660 €          | 2.170 €                        | 26.040 €                       | 84,9 %      |
| 2009 | 2.520 €           | 30.240 €          | 2.135 €                        | 25.620 €                       | 84,7 %      |
| 2008 | 2.485 €           | 29.820 €          | 2.100 €                        | 25.200 €                       | 84,5 %      |
| 2007 | 2.450 €           | 29.400 €          | 2.100 €                        | 25.200 €                       | 85,7 %      |
| 2006 | 2.450 €           | 29.400 €          | 2.065 €                        | 24.780 €                       | 84,3 %      |
| 2005 | 2.415 €           | 28.980 €          | 2.030 €                        | 24.360 €                       | 84,1 %      |
| 2004 | 2.415 €           | 28.980 €          | 2.030 €                        | 24.360 €                       | 84,1 %      |
| 2003 | 2.380 €           | 28.560 €          | 1.995 €                        | 23.940 €                       | 83,8 %      |
| 2002 | 2.345 €           | 28.140 €          | 1.960 €                        | 23.520 €                       | 83,6 %      |
| 2001 | 4.480 DM          | 53.760 DM         | 3.780 DM                       | 45.360 DM                      | 84,4 %      |
| 2000 | 4.480 DM          | 53.760 DM         | 3.640 DM                       | 43.680 DM                      | 81,3 %      |
| 1999 | 4.410 DM          | 52.920 DM         | 3.710 DM                       | 44.520 DM                      | 84,1 %      |
| 1998 | 4.340 DM          | 52.080 DM         | 3.640 DM                       | 43.680 DM                      | 83,9 %      |
| 1997 | 4.270 DM          | 51.240 DM         | 3.640 DM                       | 43.680 DM                      | 85,2 %      |
| 1996 | 4.130 DM          | 49.560 DM         | 3.500 DM                       | 42.000 DM                      | 84,7 %      |
| 1995 | 4.060 DM          | 48.720 DM         | 3.290 DM                       | 39.480 DM                      | 81,0 %      |
| 1994 | 3.920 DM          | 47.040 DM         | 3.080 DM                       | 36.960 DM                      | 78,6 %      |
| 1993 | 3.710 DM          | 44.520 DM         | 2.730 DM                       | 32.760 DM                      | 73,6 %      |
| 1992 | 3.500 DM          | 42.000 DM         | 2.100 DM                       | 25.200 DM                      | 60,0 %      |
| 1991 | 3.360 DM          | 40.320 DM         | 1.540 DM                       | 18.480 DM                      | 45,8 %      |
| 1990 | 3.290 DM          | 39.480 DM         | 1.400 DM ?                     |                                |             |

## Von der Bezugsgröße abhängige Werte (Auszug)
- 1/2 der Bezugsgröße ist der maßgebliche Grenzwert für das außerlandwirtschaftliche Einkommen für die Versicherungspflicht als landwirtschaftlicher Kleinunternehmer in der Landwirtschaftlichen Krankenversicherung nach § 2 Abs. 1 Nr. 2 KVLG 1989
- 5 % der monatlichen Bezugsgröße entspricht die Krankenpflegepauschale nach § 116 Abs. 8 SGB X – Schadenersatz
- 1/7 der Bezugsgröße entspricht Einkommensgrenze für die Berechtigung zur beitragsfreien Familienversicherung in der gesetzlichen Krankenversicherung (§ 10 SGB V)
- Freiwillige Versicherung, § 240 Abs. 4 SGB V: Bezugsgröße / 90 * 30 ist die monatliche Mindestbemessungsgrundlage für alle freiwillig Versicherten
- Freibeträge zur Berechnung der Belastungsgrenze für Zuzahlungen in der Krankenversicherung und der Bezuschussung bei Gewährung von Zahnersatz
- Verkürzte Anwartschaftszeit (sechs Monate) in der Arbeitslosenversicherung bei überwiegender Kurzzeitbeschäftigung und Arbeitsentgelt bis zur Bezugsgröße, § 142 Abs. 2 SGB III
- 1/50 der Bezugsgröße bildet nach § 3b Abs. 1 Nr. 1 VAHRG die Grenze für das Supersplitting/Superquasisplitting/Superrealteilung im Versorgungsausgleich.
- Mit der Neuregelung des Versorgungsausgleich ab 1. September 2009 hängt von der Bezugsgröße die Möglichkeit des Versorgungsträgers ab, externe Realteilung ohne Zustimmung der ausgleichsberechtigten Person zu verlangen (vgl. § 14 Abs. 2 Nr. 2 VersAusglG)
- Einstufung als leitende Angestellte „im Zweifelsfall“ gemäß § 5 Abs. 4 Nr. 4 BetrVG, wenn das Jahreseinkommen das Dreifache der Bezugsgröße überschreitet
- Kraftfahrzeughilfe-Verordnung, § 6 (KfzHV): Art und Höhe der Förderung bei der Beschaffung eines Kraftfahrzeuges
- Berechnung des Arbeitsentgeltes und der Ausbildungshilfe für den allgemeinen Strafvollzug und den Jugendstrafvollzug
- 1/160 der Bezugsgröße ist der Mindestbetrag bei der Entgeltumwandlung gemäß § 1a BetrAVG
- Abfindungen von Leistungen der betrieblichen Altersversorgungen sind gemäß § 3 BetrAVG nur bis einem Betrag von 1 % der Bezugsgröße zulässig (bei Kapitalleistungen das 120-Fache davon).
- Abfindung einer Kleinbetragsrente bei Riester- oder Rürup-Verträgen gemäß § 93 Abs. 3 EStG nur bis zu einer monatlichen Rente, die 1 % der monatlichen Bezugsgröße nicht übersteigt
- Höhe des Zuschusses der Krankenversicherung zur stationären Hospizversorgung § 39a Abs. 2 Satz 6 SGB V.
- Höhe des Beitrages des Bundes zur gesetzlichen Kranken- und Pflegeversicherung für ALG II-Bezieher (§ 251 Absatz 4, § 232a Absatz 1 Nummer 2 SGB V, § 18 Absatz 1 SGB IV): Bezugsgröße × 0,2155 × ermäßigter Beitragssatz zur GKV (§ 243, § 246 SGB V) zzgl. durchschnittlicher Zusatzbeitrag (§ 242a SGB V) als Monatsbeitrag, Bezugsgröße × 0,2266 × aktueller Beitragssatz zur GPV als Monatsbeitrag (§ 57 Absatz 1 Satz 2 SGB XI)
- Höhe des von der Pflegeversicherung zu tragenden Beitrages einer rentenversicherungspflichtigen Pflegeperson (§ 166 Abs. 2 SGB VI i. V. m. § 18 SGB IV)
- Versorgungsausgleich: Zwei von Hundert des auf einen Monat entfallenden Teils der am Ende der Ehezeit maßgebenden Bezugsgröße (§ 3b, Gesetz zur Regelung von Härten im Versorgungsausgleich)
- Zu dem Zuschuss der Krankenkasse zu Zahnersatz gemäß § 55 SGB V Abs. 1 haben Versicherte gemäß Absatz 2 Anspruch auf einen Betrag in bis zu gleicher Höhe, wenn die Kosten eine unzumutbare Belastung darstellen, und das ist u. a. dann gegeben, wenn dessen Bruttoeinnahmen zum Lebensunterhalt 40 % der Bezugsgröße unterschreiten.
- Die Verwaltungs-Berufsgenossenschaft legt die Mindestversicherungssumme in der freiwilligen Unfallversicherung ab dem 1. Januar 2018 auf 60 % der Bezugsgröße fest.